# Podzamcze (Kamionka Bużańska)
Podzamcze, Podzamcze Kamioneckie (ukr. Підзамче) – dawna wieś, obecnie część miasta Kamionka Bużańska na Ukrainie, w obwodzie lwowskim. Rozpościera się w rejonie ulicy Lwowskiej, na zachód od centrum miasta, na lewym brzegu Kamionki.

## Historia
Dawniej Podzamcze stanowiło odrębną wieś, obszar dworski i gminę jednostkową, de facto przedmieście Kamionki. W II RP przynależała do woj. tarnopolskiego i powiatu kamioneckiego; w 1921 roku liczba mieszkańców wynosiła 267 (wieś) i 97 (obszar dworski). 20 października 1933 gminę Podzamcze zniesiono, włączając ją do Kamionka Strumiłowej.